# Wera Walerjewna Nebolsina
Wera Walerjewna Nebolsina (russisch Вера Валерьевна Небольсина; in anderer Transkription Vera Nebolsina; * 16. Dezember 1989 in Sewersk) ist eine russische Schachspielerin, die seit Juni 2022 für den französischen Schachverband spielberechtigt ist.

## Leben
Wera Nebolsina wurde im Jahr der Öffnung in der westsibirischen „geheimen“ Plutoniumstadt Sewersk geboren. Sie ist konsequente Vegetarierin und Frühaufsteherin. An der Lomonossow-Universität Moskau studierte sie Englisch und Chinesisch.

## Schach
Als sie vier Jahre alt war, lernte sie das Schachspielen. Sie gewann die russische Meisterschaft U8 weiblich, als sie sieben Jahre alt war. 1998 gewann sie die U10-Mädchenweltmeisterschaft, ein Jahr später wurde sie in der gleichen Altersklasse punktgleich Zweite hinter Jekaterina Lagno (mit einem Ergebnis von 9,5 aus 11). Beide Turniere fanden im spanischen Oropesa del Mar statt. Im März 2007 wurde sie in Sankt Petersburg nach Feinwertung russische U20-Mädchenmeisterin. Im Oktober 2007 gewann sie die Juniorinnenweltmeisterschaft U20 in Jerewan mit einem Ergebnis von 10 Punkten aus 13 Partien, nachdem sie die ersten sechs Spiele gewonnen hatte. Sie erreichte in diesem Turnier eine Elo-Performance von 2496.
2004 erhielt sie den Titel Internationaler Meister der Frauen (WIM). Die Normen hierfür erreichte sie 2003 bei einem russischen Jugendturnier in Serpuchow sowie 2004 beim internationalen Stars of Siberia-Turnier in Nowosibirsk und einem IM-Turnier, wiederum in Serpuchow. Für den Gewinn der Juniorenweltmeisterschaft U20 weiblich erhielt sie von der FIDE den Titel Großmeister der Frauen (WGM).
Als Zwölfjährige spielte sie schon in der russischen 1. Frauenliga. In der deutschen Frauenbundesliga spielt Nebolsina seit 2012 für die SF Deizisau. Am European Club Cup der Frauen 2006 in Fügen nahm sie am Spitzenbrett des französischen Vereines Vandœuvre Echecs teil. In der chinesischen Vereinsmeisterschaft spielte sie für Mannschaften aus Shandong und Qingdao.